# Secrets (gruppo musicale)
I Secrets (resi graficamente come SECRETS) sono un gruppo musicale statunitense formatosi nel 2010 a San Diego, California.

## Formazione

### Formazione attuale
- Wade Walters – voce death, basso (2015-presente)
- Richard Rogers – voce melodica, chitarra ritmica, tastiera (2010-presente)
- Connor Brannigan – chitarra solista (2018-presente), basso (2016-2018, turnista: 2014-2016), chitarra ritmica (2016-2018, turnista: 2015-2016)
- Connor Allen – batteria (2019-presente, turnista: 2018-2019)

### Ex componenti
- Xander Bourgeois – voce death (2010-2013)
- Aaron Melzer – voce death, voce melodica (2013-2015)
- Marc Koch – basso (2010-2012)
- Michael Owens – basso (2012-2014)
- Joe English – batteria (2010-2016)
- Michael Sherman – chitarra solista (2010-2018)

### Turnisti
- Tim Trad – basso (2014)
- Tyre Outerbridge – batteria (2016-2018)

## Discografia

### Album in studio
- 2012 – The Ascent
- 2013 – Fragile Figures
- 2015 – Everything That Got Us Here
- 2018 – Secrets
- 2022 – The Collapse

### EP
- 2015 – Renditions

### Singoli
- 2011 – The Heartless Part
- 2012 – The Oath
- 2012 – Somewhere In Hiding
- 2012 – Blindside
- 2012 – Ass Back Home (cover di Gym Class Heroes)
- 2013 – Ready For Repair
- 2013 – Live Together, Die Alone
- 2013 – Maybe Next May
- 2015 – What's Left Of Us
- 2015 – Left Behind
- 2015 – Rise Up
- 2016 – Waste Away
- 2017 – Shape of You (cover di Ed Sheeran)
- 2017 – Incredible
- 2017 – Five Years
- 2018 – 3.17.16
- 2018 – Strangers
- 2019 – My Mind, Myself & I
- 2020 – Comedown
- 2020 – Iron Hearted
- 2021 – Hold On
- 2022 – Parasite
- 2022 – The Collapse